# Csengersima
Csengersima là một thị trấn thuộc hạt Szabolcs-Szatmár-Bereg, Hungary. Thị trấn này có diện tích 23,8 km², dân số năm 2010 là 669 người, mật độ 28 người/km².